# Adolf Kimmel
Adolf Kimmel (* 19. November 1938) ist ein deutscher Politikwissenschaftler. Er lehrte als Professor an den Universitäten Würzburg (1986–1996) und Trier (1996–2004).

## Leben
Kimmel studierte Geschichte und Politikwissenschaften in Würzburg, Berlin und Paris (Sorbonne und Institut d’études politiques de Paris). Er wurde 1967 an der Philosophischen Fakultät der Freien Universität Berlin mit der durch Gilbert Ziebura betreuten Dissertation Der Aufstieg des Nationalsozialismus im Spiegel der französischen Presse 1930–1933 zum Dr. phil. promoviert. Danach war er wissenschaftlicher Assistent an der FU Berlin und der Universität des Saarlandes in Saarbrücken. 1979 habilitierte er sich mit der Arbeit Die Nationalversammlung in der V. französischen Republik.
Von 1979 bis 1980 vertrat er eine Professur an der Universität Bochum. Es folgte eine Privatdozentur in Saarbrücken und eine Vertretungsprofessur an der Ludwig-Maximilians-Universität München. Von 1986 bis 1996 war er Professor für Politikwissenschaft an der Julius-Maximilians-Universität Würzburg. Ab 1996 war er Professor an der Universität Trier. 2004 trat er in den Ruhestand.
Von 1993 bis 1995 war er Vorsitzender der Deutschen Gesellschaft für Politikwissenschaft.
Adolf Kimmel ist Mitglied im Stiftungsrat der Stiftung Demokratie Saarland.

## Schriften (Auswahl)

### Monografien
- Der Aufstieg des Nationalsozialismus im Spiegel der französischen Presse 1930–1933 (= Abhandlungen zur Kunst-, Musik- und Literaturwissenschaft. Band 70). Bouvier, Bonn 1969.
- Die Nationalversammlung in der V. französischen Republik (= Schriftenreihe Annales Universitatis Saraviensis, Rechts- und wirtschaftswissenschaftliche Abteilung. Band 110). Heymann, Köln u. a. 1983, ISBN 3-452-19546-5.
- François Mitterrand. Kohlhammer, Stuttgart 2022, ISBN 978-3-17-040094-8.
- Das politische System der V.französischen Republik. Ausgewählte Aufsätze, Baden-Baden 2014 ISBN 978-3-8487-1420-9

### Herausgeberschaften
- Eurokommunismus. Die kommunistischen Parteien Frankreichs, Italiens, Spaniens und Portugals. Böhlau, Köln u. a. 1977, ISBN 3-412-02977-7.
- Verfassungen als Fundament und Instrument der Politik (= Veröffentlichungen der Deutschen Gesellschaft für Politikwissenschaft. Band 13). Nomos, Baden-Baden 1995, ISBN 3-7890-4024-X.
- Vor dem pazifischen Jahrhundert? (= Veröffentlichungen der Deutschen Gesellschaft für Politikwissenschaft. Band 14) Nomos, Baden-Baden 1996, ISBN 3-7890-4474-1.
- Mit Pierre Jardin: Die deutsch-französischen Beziehungen seit 1963. Eine Dokumentation (= Frankreich-Studien. Band 6). In Zusammenarbeit mit dem Deutsch-Französischen Institut, Leske + Budrich, Opladen 2002, ISBN 3-8100-3519-X.
- Mit Henrik Uterwedde: Länderbericht Frankreich. Geschichte, Politik, Wirtschaft, Gesellschaft. 2. Auflage, VS Verlag für Sozialwissenschaften, Wiesbaden 2005, ISBN 3-531-14631-9.
- Verfassungen der EU-Mitgliedstaaten. Textausgabe mit Einführung und Sachverzeichnis. 6. Auflage, Beck-Texte im dtv, München 2005, ISBN 978-3-423-05554-3.